# Jennifer Jones
Phyllis Lee Isley (Tulsa, Oklahoma, 2 de marzo de 1919-Malibú, California, 17 de diciembre de 2009), conocida como Jennifer Jones, fue una actriz estadounidense. Durante su carrera que se extendió por más de cinco décadas, fue nominada a los Premios Óscar en cinco ocasiones y lo ganó en la categoría a la Mejor actriz por La canción de Bernadette (The Song of Bernadette) en 1944, siendo una de las más jóvenes en conseguir este galardón con tan solo 25 años. También es conocida por sus papeles en películas de la década de los 40 y 50 como Duelo al sol, El pecado de Cluny Brown, La burla del diablo o Madame Bovary. Jones fue una de las últimas estrellas vivas de la época dorada de Hollywood.

## Biografía

### 1919–1939: Primeros años
Phyllis Lee Isley nació en Tulsa (Oklahoma), hija de Flora Mae (de soltera, Suber) y Phillip Ross Isley. Sus padres, que la criaron como católica, ya pertenecían al mundo del espectáculo pues eran ambos actores teatrales y junto con ellos recorrió gran parte del medio oeste estadounidense. Jones los acompañó como parte de su compañía propia, la Isley Stock Company. En 1925, Jones asistió a la Edgemere Public School en Oklahoma City, y posteriormente al Instituto Monte Cassino en Tulsa (Oklahoma), un colegio católico de niñas. Después de graduarse, se apuntó a interpretación en la Northwestern University de Illinois, donde fue miembro de la hermandad Kappa Alpha Theta antes de marchar a la Academia de Artes Dramáticas de Nueva York en septiembre de 1937. Allí conoció a otro estudiante, el actor Robert Walker, con quien contrajo matrimonio el 2 de enero de 1939.

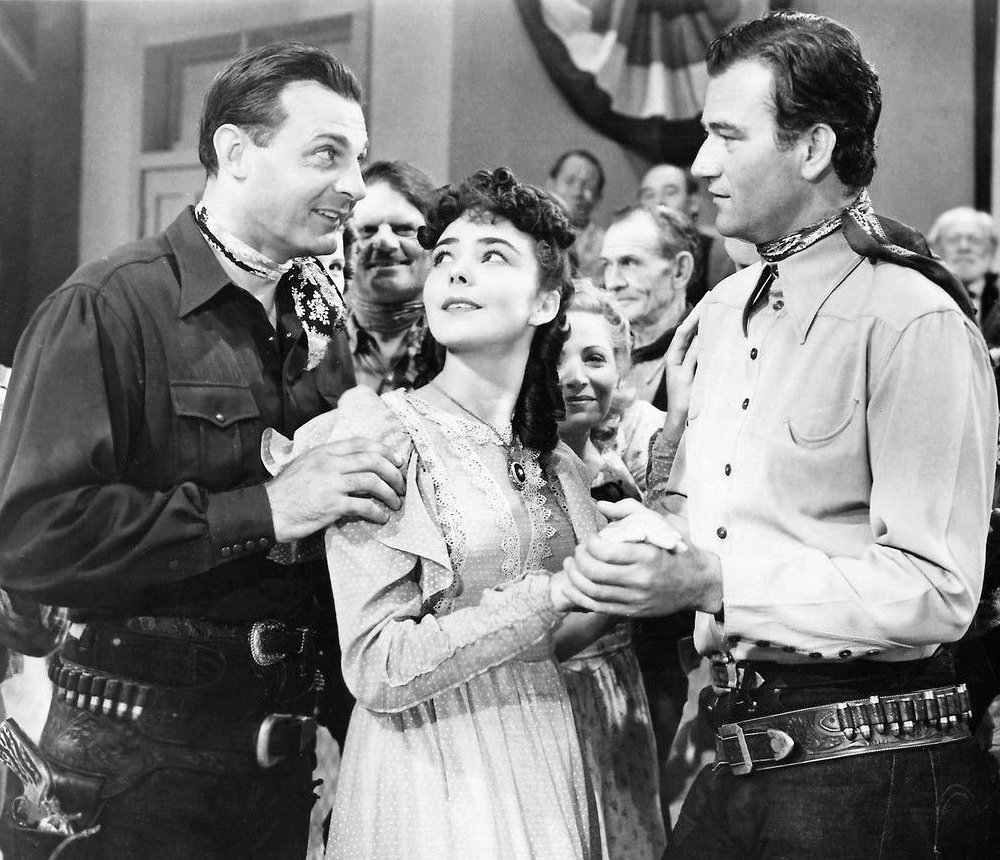
Jones con Ray Corrigan (izq) y John Wayne (derecha) en New Frontier (1939).

Jones y Walker regresaron a Tulsa para participar en un programa de radio junto a su padre para posteriormente trasladarse a Hollywood. Participó en con dos pequeños papeles en el western de New Frontier con John Wayne, que se filmó en el verano de 1939 para Republic Pictures y en Dick Tracy's G-Men (1939), también para Republic. En ambos trabajos, fue acreditada con el nombre de Phylis Isley. Después de dos pruebas de cámara fallidas para Paramount Pictures, se fue desencantada de Hollywood para volver a Nueva York.

### 1940–1948: Rápido estrellato en Hollywood
Poco después de casarse con Walker, tuvo dos hijos: Robert Walker Jr. (1940–2019) y Michael Walker (1941–2007). Mientras Walker buscaba en programas de radio, Jones trabajaba como modelo de sombreros para la Agencia Powers o en Harper's Bazaar. Cuando acudió a una prueba para el papel de Rose Franken del film Claudia en el verano 1941 ante el productor David O. Selznick, Jones no pudo terminar ya que estalló en lágrimas. Sin embargo, Selznick quedó impresionado y terminó firmando un contrato con la actriz. Después de una segunda entrevista, firmó un contrato de siete años.

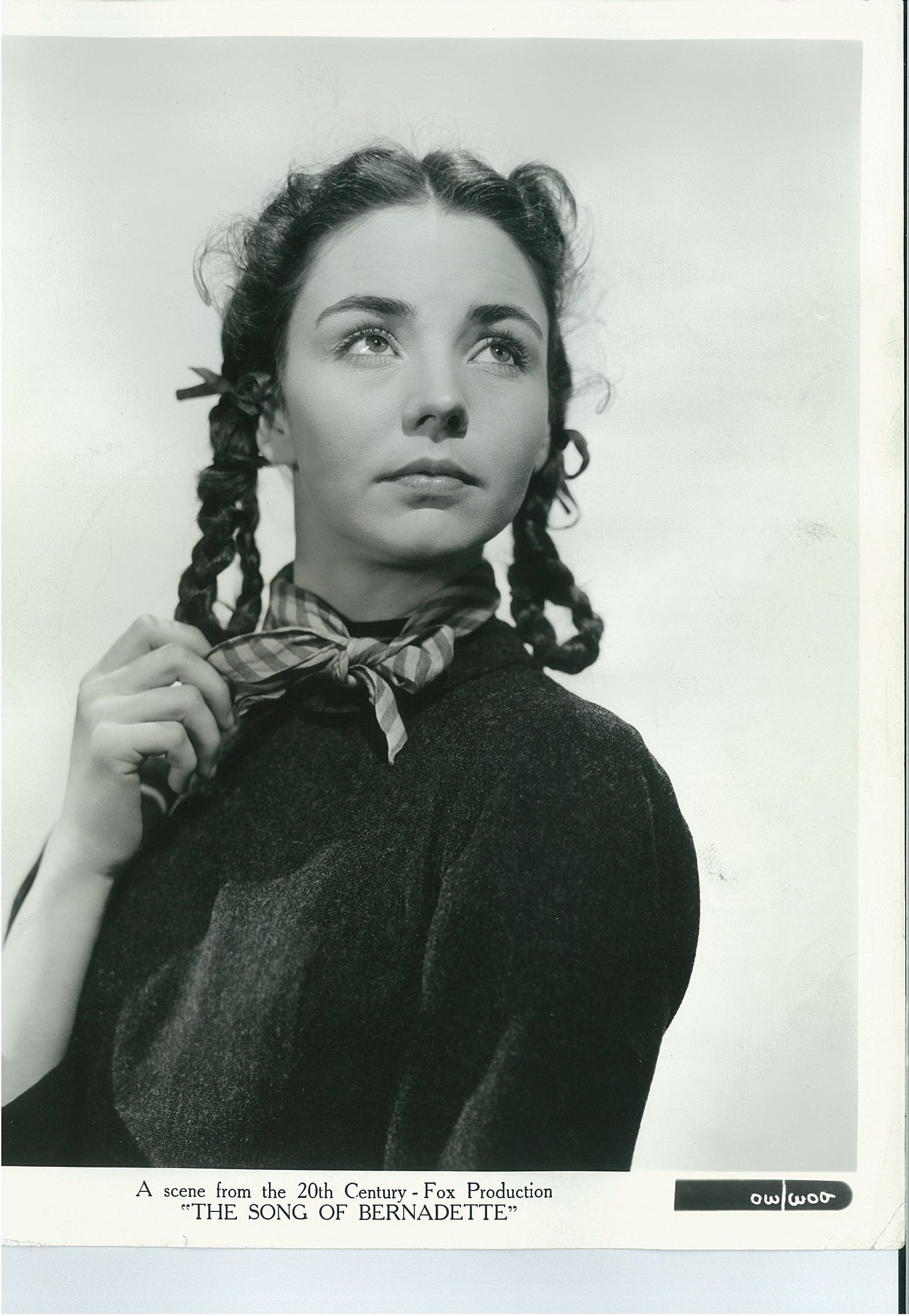
Jones como Bernadette Soubirous en La canción de Bernadette (1943).

La prepararon cuidadosamente para el estrellato y le dieron un nuevo nombre artístico: Jennifer Jones. El director Henry King quedó impresionado por la actriz y le dio el papel de Bernadette Soubirous en la película La canción de Bernadette (The Song of Bernadette) por delante de centenares de candidatas. Esta actuación (la tercera de su carrera) le valió el premio Óscar a la mejor actriz en 1943.
A la vez que su nombre ascendía hacia el estrellato gracias a The Song of Bernadette, Jones comenzó un romance con Selznick. Se separó de Robert Walker en noviembre de 1943 debido a la inestabilidad emocional del actor (aunque coprotagonizó con él Desde que te fuiste (Since You Went Away) en 1944) y se divorciaron formalmente en junio de 1945. Por su interpretación en Since You Went Away, fue nominada para su segundo Oscar, en esta ocasión en la categoría de mejor actriz de reparto. Su tercera nominación llegaría por su aparición en el film noir Cartas a mi amada (Love Letters) junto a Joseph Cotten (1945).
La belleza agresiva contrapuesta con la imagen virginal de Jones (en parte derivada de su papel de Bernadette) sirvió como cóctel explosivo cuando protagonizó a la provocativa mujer mestiza de la producción de Selznick Duelo al sol (Duel in the Sun) (1946), que se enamora del papel que encarna Gregory Peck. Ese mismo año, protagonizaría la comedia romántica El pecado de Cluny Brown de Ernst Lubitsch, donde encarnaría a una mujer de clase trabajadora que se enamora justo antes del inicio de la Segunda Guerra Mundial. En 1947, filmó Jennie (Portrait of Jennie) basada en la novela homónima de Robert Nathan. En ella volvió a coincidir con Cotten, que encarna a un pintor que se obsesiona con su musa, Jennie. Esta película fue un fracaso comercial, recaudando 1,5 millones de dólares en comparación con los 4 que costó su producción.

### 1949–1965: Matrimonio con Selznick

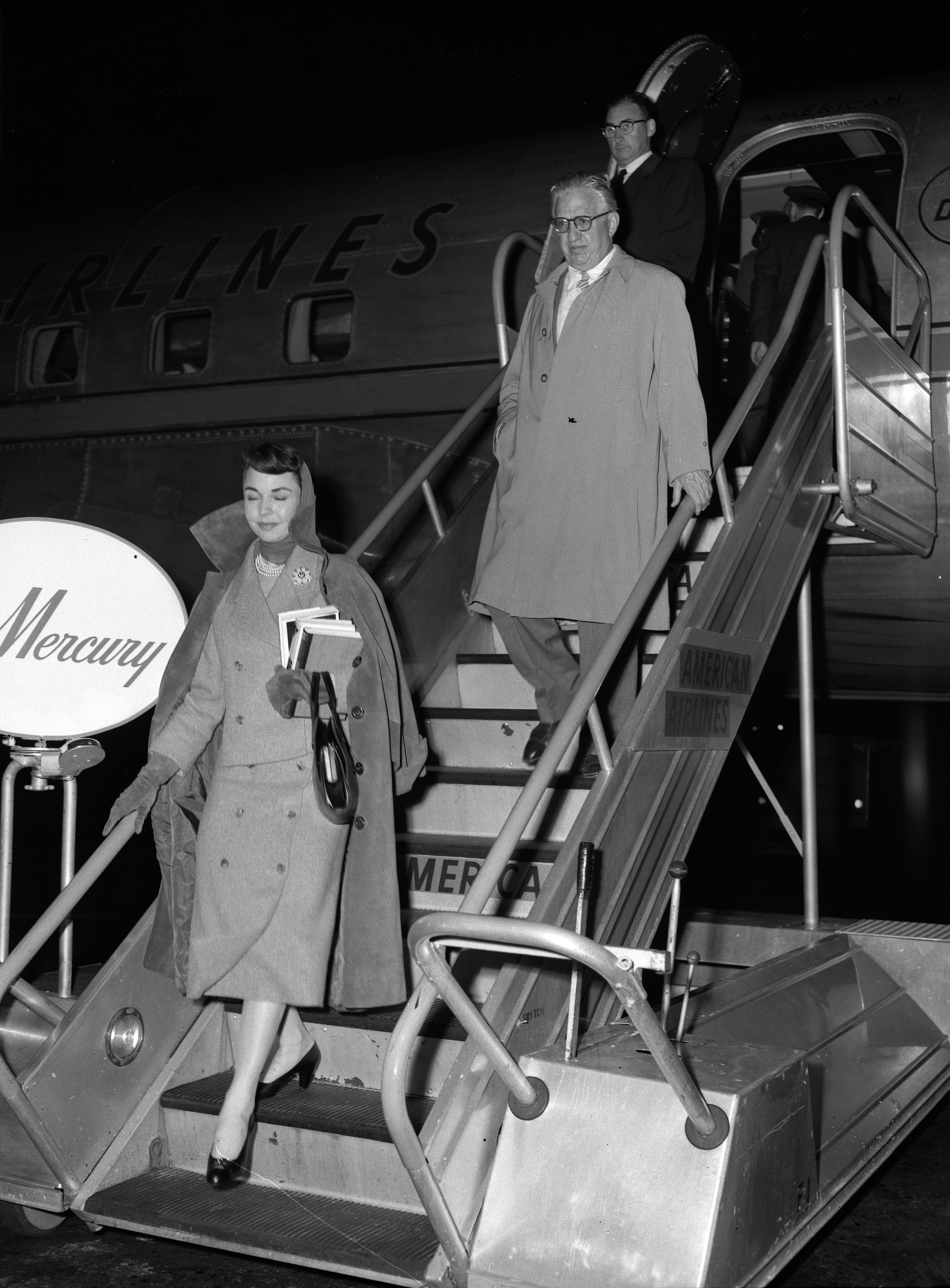
Jones y se segundo marido David O. Selznick en 1957.

Jones se casó con Selznick en alta mar camino de Europa el 13 de julio de 1949, después de una relación amorosa de cinco años. Durante dos décadas, apareció en numerosos films que Selznick producía. Los papeles de Jones eran cuidadosamente seleccionadas por él, con lo que establecieron una relación sentimental con fuertes relaciones laborales. La discusión pública de su relación laboral con su esposo, David O. Selznick, a menudo eclipsó su carrera. El biógrafo Paul Green sostiene que, si bien Selznick ayudó a facilitar su carrera y buscó papeles para ella, "Jones se destacó porque no solo poseía una belleza excepcional sino que también poseía un talento genuino".
Un año después de su matrimonio, Jones protagonizó junto a John Garfield la obra de John Huston Éramos desconocidos (We Were Strangers). El crítico Bosley Crowther de The New York Times escribió que a la actuación de Jones estaba ausente, y señaló: "No hay comprensión ni pasión en la criatura rígida y frígida que logra." Su siguiente papel fue el protagónico de la versión de Madame Bovary de Vincente Minnelli (1949), un papel que en principio se le quería otorgar a Lana Turner, pero la actriz declinó. Variety consideró que la película era "interesante de ver, pero difícil de sentir", aunque se señaló que "Jones responde a todas las demandas de dirección y el guion" En 1950, Jones protagonizó el film de fantasía de Powell y Pressburger Corazón salvaje (Gone to Earth) en el papel de una supersticiosa joven gitana.
El siguiente papel de Jones fue el drama William Wyler Carrie (1952), junto a Laurence Olivier. Crowther de The New York Times no se mostró muy entusiasmado con su actuación y escribió: "El Sr. Olivier le da a la película su contacto más cercano con el libro, mientras que el retrato suave y seráfico de Carrie de la señorita Jones lo aleja". También en 1952, coprotagonizó junto a Charlton Heston la película Pasión bajo la niebla (Ruby Gentry), haciendo el papel de femme fatale en un pueblo de Carolina del Norte que se ve envuelta en un crimen después de casarse con otro hombre del pueblo. Este papel se le ofreció previamente a Joan Fontaine, que lo rechazó. La crítica de Variety consideró la película un "drama sórdido en que ni Jennifer Jones ni Charlton Heston habían ganado la simpatía en sus personajes".

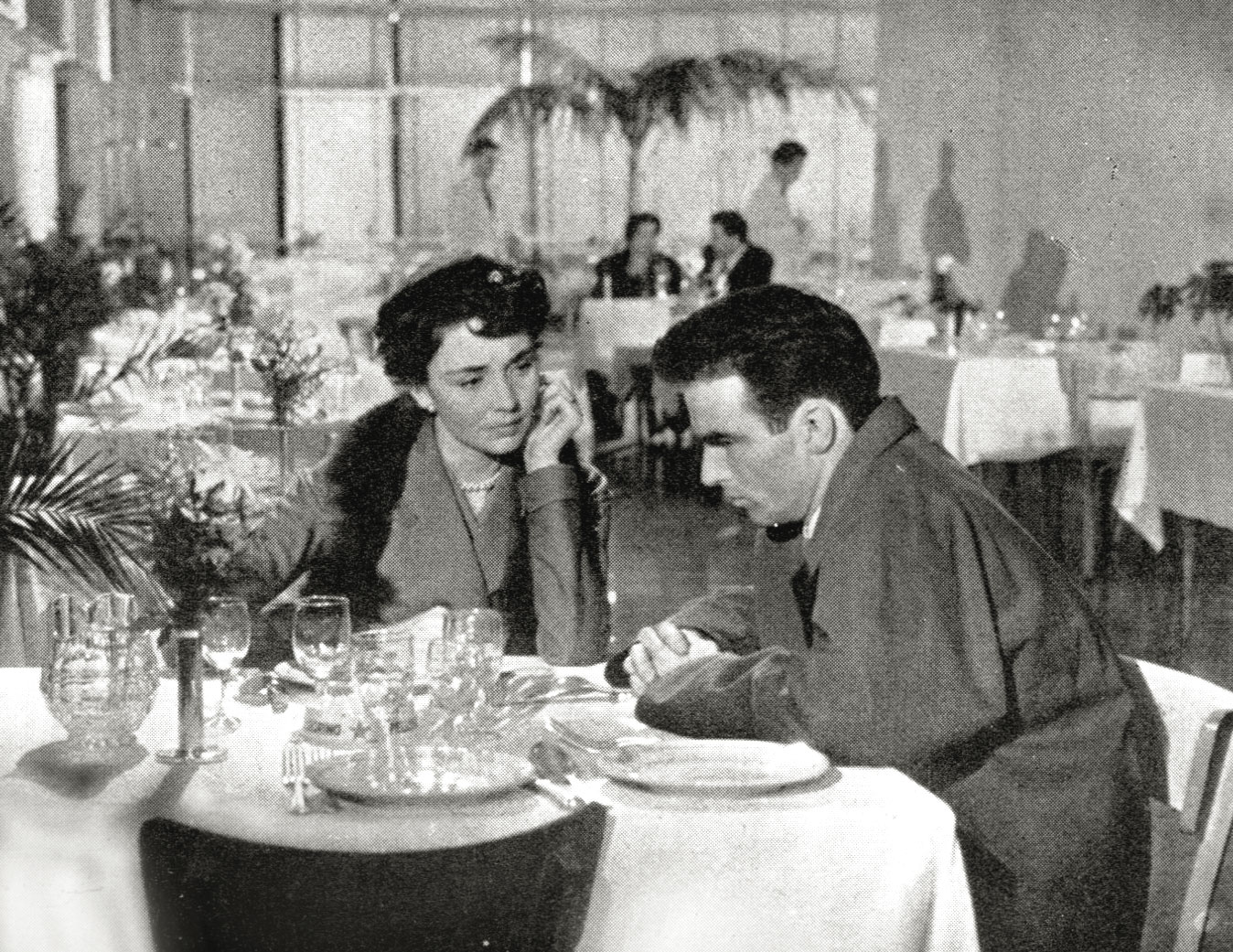
Jones y Montgomery Clift en Estación Termini (1953).

En 1953, Jones acompañó a Montgomery Clift en el proyecto del director Vittorio De Sica Estación Termini (Stazione Termini), un drama romántico ambientado en Roma entre dos estadounidenses. El film, producido por Selznick, tuvo una historia de producción problemática, con Selznick y De Sica discutiendo sobre el guion y el tono de la película. Clift se puso del lado de De Sica y, según los informes, llamó a Selznick "un cara de mierda entrometido" en el set. Además de las tensiones entre el elenco y el equipo, la propia Jones estaba de luto por la reciente muerte de su primer esposo, Robert Walker, y también extrañaba a sus dos hijos, quienes se quedaron en Suiza durante la producción. Estación Termini fue presentada en el Festival de Cannes, y justo después posteriormente estrenada en una forma muy torpe en los Estados Unidos, con el título "Indiscreción de una esposa estadounidense". También en 1953, Jones volvió a trabajar con el director John Huston para protagonizar La burla del diablo (Beat the Devil) (1953), comedia de aventuras con Humphrey Bogart. La película fue un fracaso en taquilla y fue criticada fuertemente tras su estreno, lo que llevó incluso a Bogart a distanciarse de ella. De todas maneras, fue reestrenada unos años después y algunos críticos como Roger Ebert la incluyen como una de las grandes películas de la historia del cine. En agosto de 1954, Jones dio a luz a su tercer hijo, Mary Jennifer Selznick.
Su siguiente papel fue el de la doctora euroasiática Han Suyin en el drama La colina del adiós (Love Is a Many-Splendored Thing) (1955), un papel por el que consiguió su quinta nominación a los Oscar. El crítico Phillip Crowther del The New York Times alabó su interpretación al considerarla como "encantadora e intensa. Su belleza oscura refleja el sol y la tristeza." Justo después, protagonizó La terrible Miss Dove (Good Morning, Miss Dove) (1955) junto a Robert Stack, y acompañó a Gregory Peck en los papeles principales en el El hombre del traje gris (The Man in the Gray Flannel Suit), un drama sobre un veterano de la Segunda Guerra Mundial.
En 1957, encarnó a la poetisa Elizabeth Barrett Browning en el drama histórico Las vírgenes de Wimpole Street (The Barretts of Wimpole Street), basada en la obra homónima de Rudolf Besier. Le siguió el papel femenino del clásico de Ernest Hemingway Adiós a las armas (A Farewell to Arms) (1957), junto a Rock Hudson. La cinta recibió críticas diversas, comoVariety que escribió que "la relación entre Rock Hudson y Jennifer Jones nunca adquiere dimensiones reales." El siguiente proyecto fue otra adaptación literaria (esta vez de F. Scott Fitzgerald), Suave es la noche (Tender Is the Night), en la que interpreta a  Nicole Diver, una mujer con problemas emocionales que observa cómo su marido se enamora de otra mujer mientras se encuentra en el sur de Francia.
Jones se unió al Partido Republicano y apoyó la campaña de Dwight Eisenhower en las elecciones presidenciales de 1952.

### Papeles finales y actividad fuera de la pantalla
A partir de la muerte de Selznick en 1965, la actriz se retiró paulatinamente de la gran pantalla. Su primer papel en cuatro años fue su actuación en el drama británico Falso ídolo (The Idol) (1966), como la madre de un joven del Swinging London que tiene un romance con su mejor amigo. 
En 1966, Jones hizo una insólita aparición en el teatro en la obra The Country Girl de Clifford Odets, junto a Rip Torn, en el New York's City Center. El 9 de noviembre de 1967, el mismo día en que su gran amigo Charles Bickford moría de una infección en la sangre, Jones intentó suicidarse saltando desde un acantilado con vistas a la playa de Malibú, tras ingerir una gran cantidad de barbitúricos. Pero quedó inconsciente antes y fue hallada junto a las rocas, pasando varios días en coma en el hospital. Según su biógrafo Paul Green, fue la noticia de la muerte de Bickford la que la impulsó a intentar suicidarse. Volvería a la pantalla en 1969 con la cinta Angel, Angel, Down We Go sobre una chica que utiliza una banda de rock para manipular a su familia.

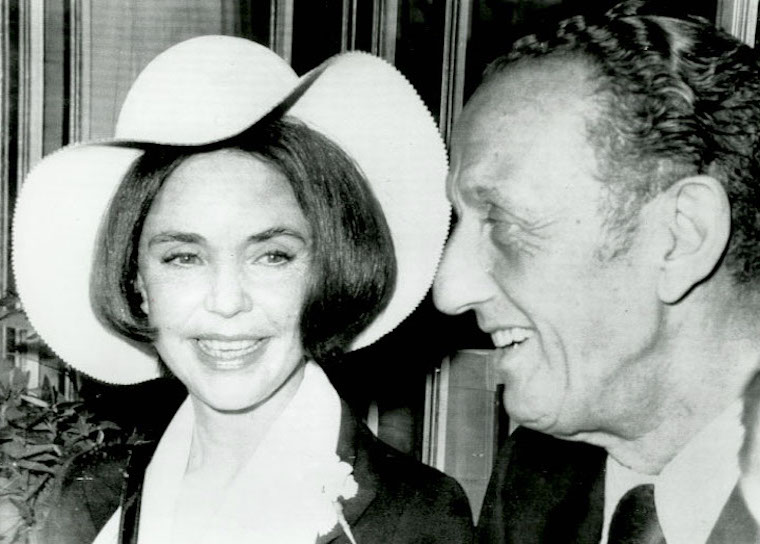
Jones con su marido Norton Simon después de su boda en mayo de 1971.

El 29 de  mayo de 1971, Jones se casó con su tercer marido, Norton Simon, un industrial multimillonario, coleccionista de arte y filántropo de Portland. El matrimonio tuvo lugar a bordo de un remolcador a cinco millas de la costa inglesa. Años antes, Simon intentó comprar el retrato de la actriz que se había utilizado en la película de Portrait of Jennie. Simon se encontró con Jones en una fiesta organizada por el también industrial y coleccionista de arte Walter Annenberg.
Su última aparición en la gran pantalla fue en El coloso en llamas (The Towering Inferno, 1974). Un papel que le daría su última nominación a los Globos de Oro a la mejor actriz de reparto. 
Las primeras escenas de la película mostraban pinturas prestadas a la producción por la galería de arte del esposo de Jones, Simon.
En mayo de 1976, la hija de Jones, Mary, (de 21 años y estudiante de la Occidental College), se suicidó saltando desde el tejado de un hotel de apartamentos de 22 pisos en el centro de Los Ángeles. Esta tragedia dejó a Jones con alteraciones mentales de por vida.
En 1979, junto a su marido Simon (cuyo hijo, Robert, también se suicidó en 1969), fundó la Jennifer Jones Simon Foundation For Mental Health and Education, que estaría en funcionamiento hasta 2003. Uno de los principales objetivos de Jones era dejar de estigmatizar las enfermedades psíquicas. En una entrevista, confesó que había sido paciente de psicoterapia desde los 24 años donde también admitió queː 

Me estremezco cuando admito que he tenido tendencias suicidas, tuve problemas mentales, pero ¿por qué debería hacerlo?". Espero que podamos reeducar al mundo para que vea que no hay más necesidad de estigma en las enfermedades mentales que en el cáncer".

Jones pasó el resto de su vida lejos de la esfera pública. Cuatro años de la muerte de su marido en junio de 1993, renunció como presidenta del Museo Norton Simon en Pasadena y fue nombrada presidenta de la Junta de Síndicos, presidenta y directora ejecutiva. En 1996, comenzó a trabajar con el arquitecto Frank Gehry y con la diseñadora de exteriores Nancy Goslee Power para renovar el museo y sus jardines. Permaneció en el cargo de directora del Norton Simon Museum hasta 2003, cuando se le dio el cargo de directora emérita.

## Muerte

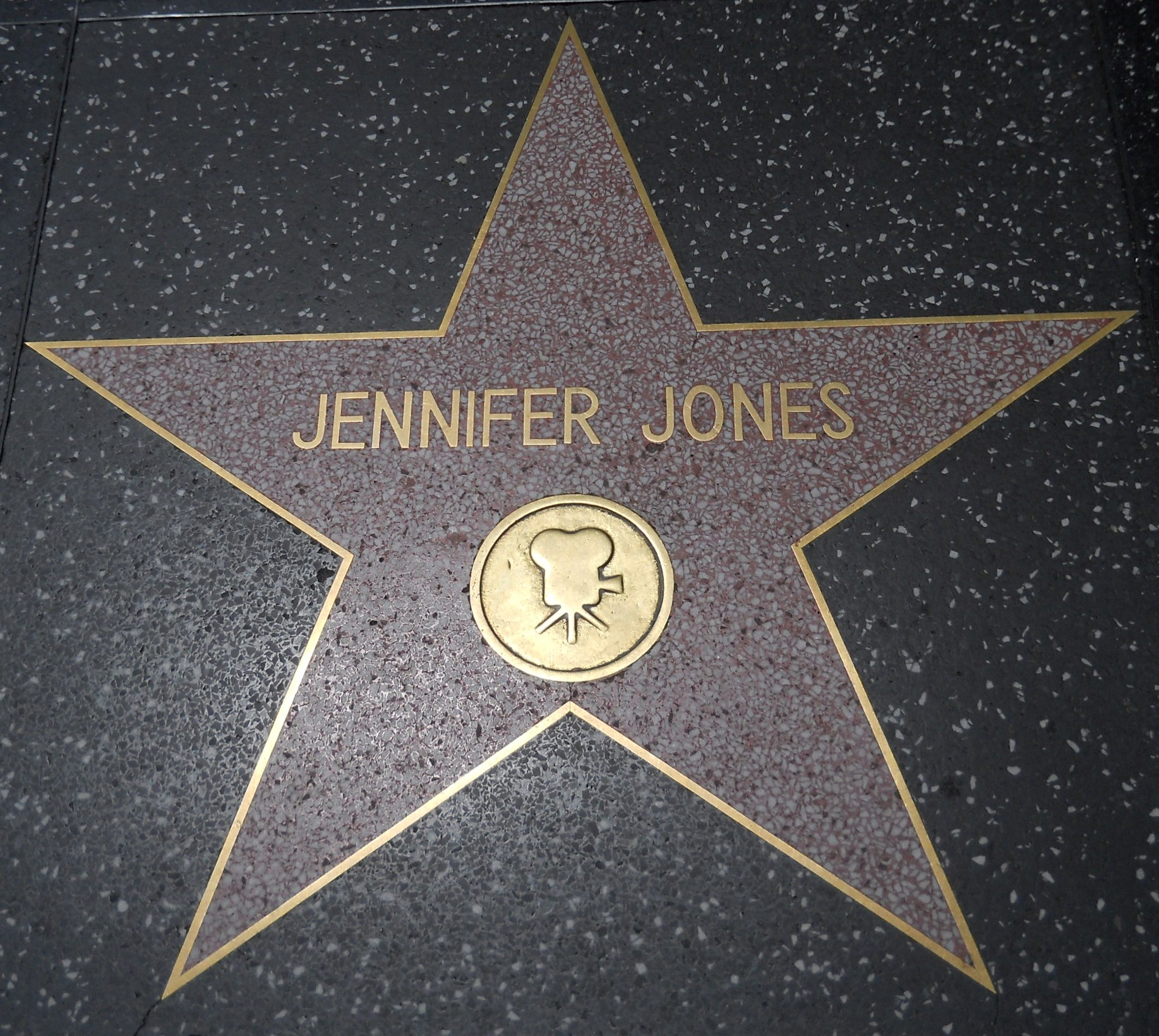
La estrella de Jones en el Paseo de la Fama de Hollywood en el 6429 de Hollywood Boulevard.

Jones tuvo un retiro tranquilo, viviendo con su hijo mayor Robert Walker Jr., y su familia en Malibú sus seis últimos años. Su hijo menor, el también actor Michael Ross Walker, murió a los 66 años de un ataque cardíaco el 23 de diciembre de 2007.[cita requerida] Murió de causas naturales el 17 de diciembre de 2009 a los 90 años. Fue incinerada y sus cenizas fueron enterradas junto a su segundo marido en el panteón de los Selznick en el Forest Lawn Memorial Park en Glendale (California).
El planetoide 6249 Jennifer fue bautizado así en su honor.

## Filmografía

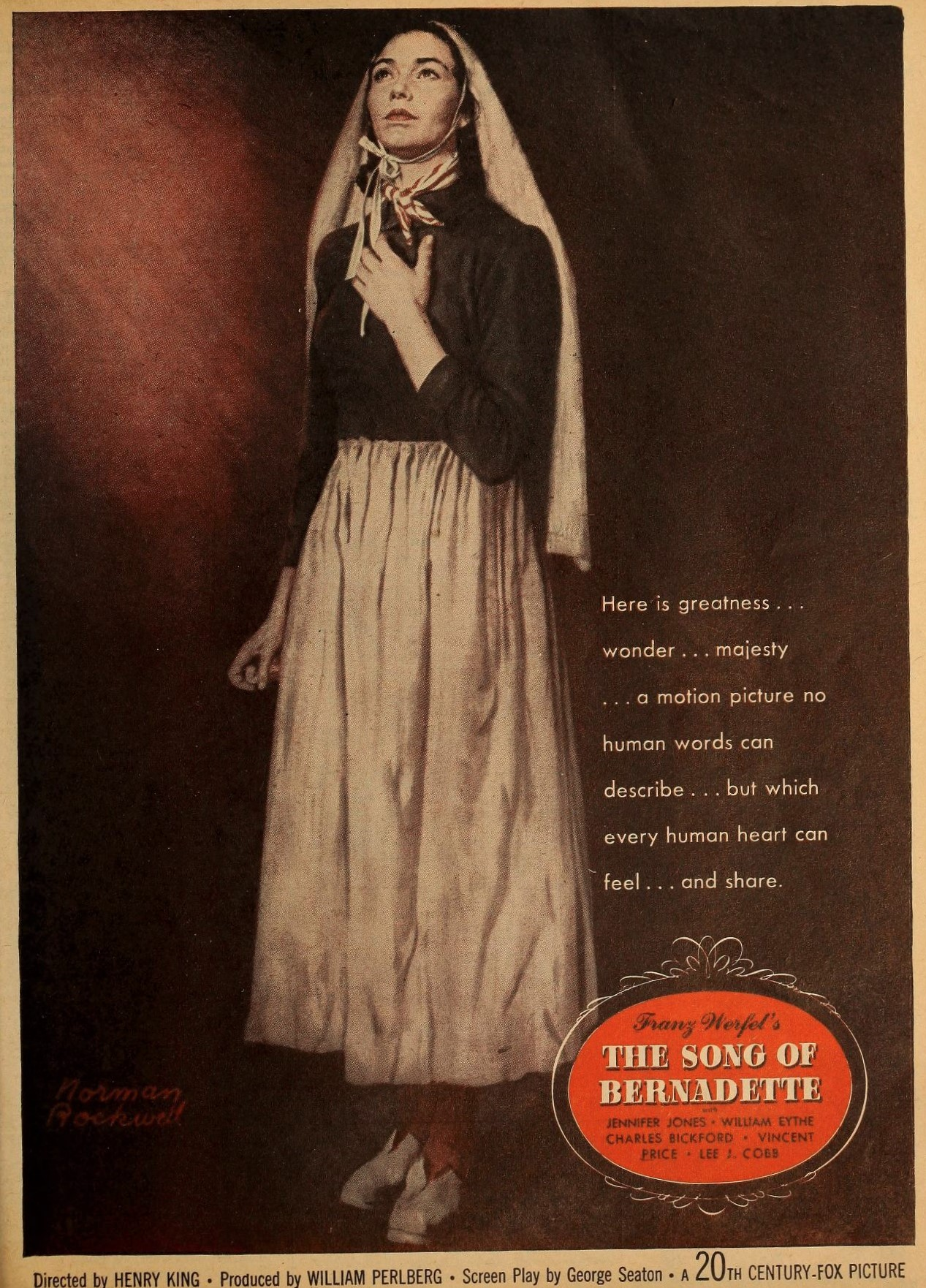
La canción de Bernadette (1943)

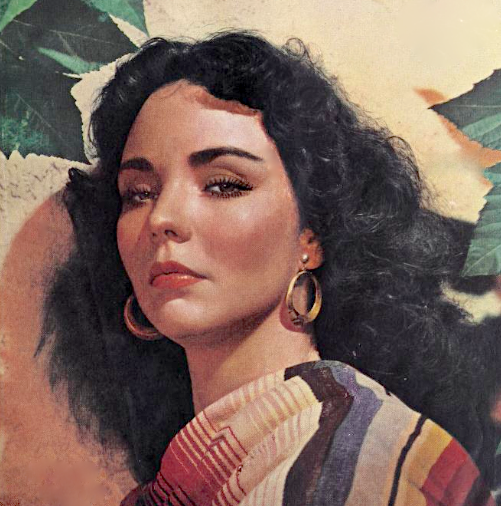
Duelo al sol (1946)

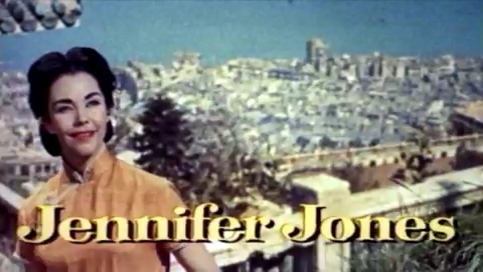
La colina del adiós (1955)

Cine
| Año  | Título en español              | Título original                  | Director                          | Personaje           |
| ---- | ------------------------------ | -------------------------------- | --------------------------------- | ------------------- |
| 1939 | New Frontier                   | New Frontier                     | George Sherman                    | Celia Braddock      |
| 1939 | The Streets of New York        | The Streets of New York          | Anthony Mann                      | Alida Bloodgood     |
| 1939 | Dick Tracy's G-Men             | Dick Tracy's G-Men               | John English William Witney       | Gwen Andrews        |
| 1943 | La canción de Bernadette       | The Song of Bernadette           | Henry King                        | Bernadette          |
| 1944 | Desde que te fuiste            | Since You Went Away              | John Cromwell                     | Jane Deborah Hilton |
| 1944 | The Fighting Generation        | The Fighting Generation          | Alfred Hitchcock (sin acreditar)  | Enfermera           |
| 1945 | Cartas a mi amada              | Love Letters                     | William Dieterle                  | Victoria Morlan     |
| 1946 | El pecado de Cluny Brown       | Cluny Brown                      | Ernst Lubitsch                    | Cluny Brown         |
| 1946 | Duelo al sol                   | Duel in the sun                  | King Vidor                        | Pearl Chávez        |
| 1948 | Jennie                         | Portrait of Jennie               | William Dieterle                  | Jennie Appleton     |
| 1949 | Éramos desconocidos            | We Were Strangers                | John Huston                       | China Valdés        |
| 1949 | Madame Bovary                  | Madame Bovary                    | Vincente Minnelli                 | Emma Bovary         |
| 1950 | Corazón salvaje                | Gone to Earth                    | Michael Powell Emeric Pressburger | Hazel Woodus        |
| 1952 | Pasión bajo la niebla          | Ruby Gentry                      | King Vidor                        | Ruby Gentry         |
| 1952 | Carrie                         | Carrie                           | William Wyler                     | Carrie Meeber       |
| 1953 | Estación Termini               | Stazione Termini                 | Vittorio De Sica                  | Mary Forbes         |
| 1953 | La burla del diablo            | Beat the Devil                   | John Huston                       | Gwendolen Chelm     |
| 1955 | La colina del adiós            | Love Is a Many-Splendored Thing  | Henry King                        | Dr. Han Suyin       |
| 1955 | La terrible Miss Dove          | Good Morning, Miss Dove          | Henry Koster                      | Miss Dove           |
| 1956 | El hombre del traje gris       | The Man in the Gray Flannel Suit | Nunnally Johnson                  | Betsy Rath          |
| 1957 | Las vírgenes de Wimpole Street | The Barretts of Wimpole Street   | Sidney Franklin                   | Elizabeth Barrett   |
| 1957 | Adiós a las armas              | A Farewell to Arms               | Charles Vidor John Huston         | Catherine Barkley   |
| 1962 | Suave es la noche              | Tender Is the Night              | Henry King                        | Nicole Diver        |
| 1966 | Falso ídolo                    | The Idol                         | Daniel Petrie                     | Carol               |
| 1969 | Angel, Angel, Down We Go       | Angel, Angel, Down We Go         | Robert Thom                       | Astrid Steele       |
| 1974 | El coloso en llamas            | The Towering Inferno             | John Guillermin Irwin Allen       | Lisolette Mueller   |

## Premios y distinciones
Premios Óscar
| Año  | Categoría               | Trabajo nominado         | Resultado |
| ---- | ----------------------- | ------------------------ | --------- |
| 1944 | Mejor actriz            | La canción de Bernadette | Ganadora  |
| 1945 | Mejor actriz de reparto | Desde que te fuiste      | Nominada  |
| 1946 | Mejor actriz            | Cartas a mi amada        | Nominada  |
| 1947 | Mejor actriz            | Duelo al sol             | Nominada  |
| 1956 | Mejor actriz            | La colina del adiós      | Nominada  |

Premios Globos de Oro
| Año  | Categoría               | Trabajo nominado         | Resultado |
| ---- | ----------------------- | ------------------------ | --------- |
| 1975 | Mejor actriz de reparto | The Towering Inferno     | Candidata |
| 1943 | Mejor actriz            | La canción de Bernadette | Ganadora  |